# Arrondissement de Wissembourg
L'arrondissement de Wissembourg est une ancienne division administrative française, située dans le département du Bas-Rhin, en région Grand Est.

## Histoire
Par suite d'une volonté de l'État de vouloir réorganiser la carte des arrondissements en voulant prendre en compte les limites des EPCI, l'arrondissement a été supprimé le 1er janvier 2015 et rattaché à celui d'Haguenau qui a été renommé arrondissement d'Haguenau-Wissembourg.

## Composition
- canton de Lauterbourg
- canton de Seltz
- canton de Soultz-sous-Forêts
- canton de Wissembourg
- canton de Wœrth

## Administration
- Jean Frantz : 22 mars 1800
- Louis Hosemann : 26 août 1800
- Brandès : 12 septembre 1806 au 21 avril 1810
- Edmond Amable Verny : 19 mai 1811 au 25 avril 1814
- Joseph Lambert : mai 1814
- André Sers : 22 août 1814
- Edmond Amable Verny : 10 juin 1815
- Billig : 2 août 1815
- André Sers : 22 février 1816
- Armand Blanchard : 14 février 1819
- Charles Armand de Blair : 28 août 1822
- Léon de Malartic : 20 août 1828
- Augustin Duclaux : 19 novembre 1828
- Gondinet : 22 octobre 1830
- Louis Michel Sido : 15 décembre 1830
- Ferdinand Eckbrecht de Durckheim-Montmartin : 6 juin 1840
- V. Berger : 6 février 1844
- Bartoli : 1851
- de Vernhette : 1er mai 1858
- Duviviers : 8 mars 1862
- Edgar Hepp : 31 janvier 1870

- Première annexion allemande 1870-1918 : Kreisdirektor des Kreises Weißenburg (créé le 11 janvier 1871)
  - 1871 : Volkheimer
  - 1872 à 1886 : Joseph von Stichaner
  - 1888 : Spiecker
  - 1892 à 1895 : Sengenwald
  - 1898 à 1904 : Heitz
  - 1907 à 1914 : von Bissingen-Nippenburg

- Lucron : 13 juillet 1919
- Guy Chatonet : 2 décembre 1924 à 1929
- Pierre Lagarosse : 1930 à 1936
- Edgar Quinet : 1936 à 1939

- Deuxième annexion allemande 1940-1944 : Landkommissar/Landrat des Kreises Weißenburg
  - 1940 à 1942 : Arnold Köpfler
  - 1942 : Alois Wunsch
  - 1942 à 1944 : Erich Stuible

- Freddy Bur : 23 novembre 1944
- Jules Plettner : 15 septembre 1945
- Pierre Hug : 6 janvier 1948
- Charles Heintz : 1er mars 1952
- Camille Michel : 16 janvier 1956
- Pierre North : 6 août 1962 au 26 juillet 1965
- Serge Thirioux : 6 septembre 1965
- Jacques Desroche : 1er octobre 1969
- Pierre-Gérard CAILLY mai 1979

- Dominique Blais : 2 juillet 1984 (Commissaire de la république adjoint)
- Thierry Coudert : 11 mars 1987 (Commissaire de la république adjoint)
- Jean-Pierre Gillery : 5 décembre 1988

- Michel Picard :
- Simone Mielle : 20 avril 1994
- Francis Polizzi : 30 juillet 1997
- Jean-Pierre Tressard : 17 juillet 2000
- Patrick Cousinard : 4 mai 2004

- Magali Daverton : depuis le 4 juin 2008[2] au 31 décembre 2014